# هامور (سرده)
هامور (سرده) (نام علمی: Epinephelinae) نام یک زیرخانواده از تیره هامورماهیان است.